# Palm Spin
Palm Spin to w sporcie ekstremalnym streetstunt oraz Freerunning widowiskowa technika polegająca na tym, że traceur biegnie na przeszkodę (murek albo barierkę), chwyta się jej jedną albo dwoma rękami i "obkręca się" mając nogi uniesione co najmniej na poziom głowy.
Występuje kilka rodzajów palm spina:
- Zwykły palm spin
- Reverse palm spin (palm spin wykonany na odwrót)
- Pop palm spin (na wysokim murze, robiąc przed palm spinem krok na nim)
- Vertical palm spin (palm spin robiony na płaskiej ścianie, nazywany też gwiazdą na ścianie)
- Pop Vertical palm spin (vertical palm spin wykonany po jednym kroku na ścianie)
- Super Vertical palm spin (vertical palm spin wykonany po dwóch krokach na ścianie)